# Molgula ficus
Molgula ficus är en sjöpungsart som först beskrevs av James David Macdonald 1859.  Molgula ficus ingår i släktet Molgula och familjen kulsjöpungar. Inga underarter finns listade i Catalogue of Life.